# Qianxiang (köpinghuvudort i Kina, Zhejiang Sheng, lat 29,04, long 120,31)
Qianxiang (kinesiska: 千祥, 千祥镇) är en köpinghuvudort i Kina. Den ligger i provinsen Zhejiang, i den östra delen av landet, omkring 130 kilometer söder om provinshuvudstaden Hangzhou. Antalet invånare är 38 963. Befolkningen består av 19 709 kvinnor och 19 254 män. Barn under 15 år utgör 14,0 %, vuxna 15-64 år 71 %, och äldre över 65 år 13,0 %.
Runt Qianxiang är det ganska tätbefolkat, med 160 invånare per kvadratkilometer. Närmaste större samhälle är Hengdian, 12,7 km norr om Qianxiang. I omgivningarna runt Qianxiang växer i huvudsak blandskog.
Genomsnittlig årsnederbörd är 2 368 millimeter. Den regnigaste månaden är juni, med i genomsnitt 417 mm nederbörd, och den torraste är januari, med 69 mm nederbörd.